# Бой у острова Гренада
Бой у острова Гренада (англ. Battle of Grenada) — морской бой между французским и английским флотами, произошедший 6 июля 1779 года как следствие оккупации Гренады французами.

## Предыстория
Первая половина 1779 года в Вест-Индии не была отмечена событиями. 7 января вице-адмирал Байрон, вышедший из бухты Наррагансетт, достиг недавно занятой британцами Сент-Люсии и сменил Баррингтона в качестве главнокомандующего Подветренной станцией. В весенние месяцы и британцы, и французы получали подкрепления, но соотношение сил оставалось прежним до 27 июня. В этот день прибывший из Бреста дивизион дал французам некоторое преимущество.

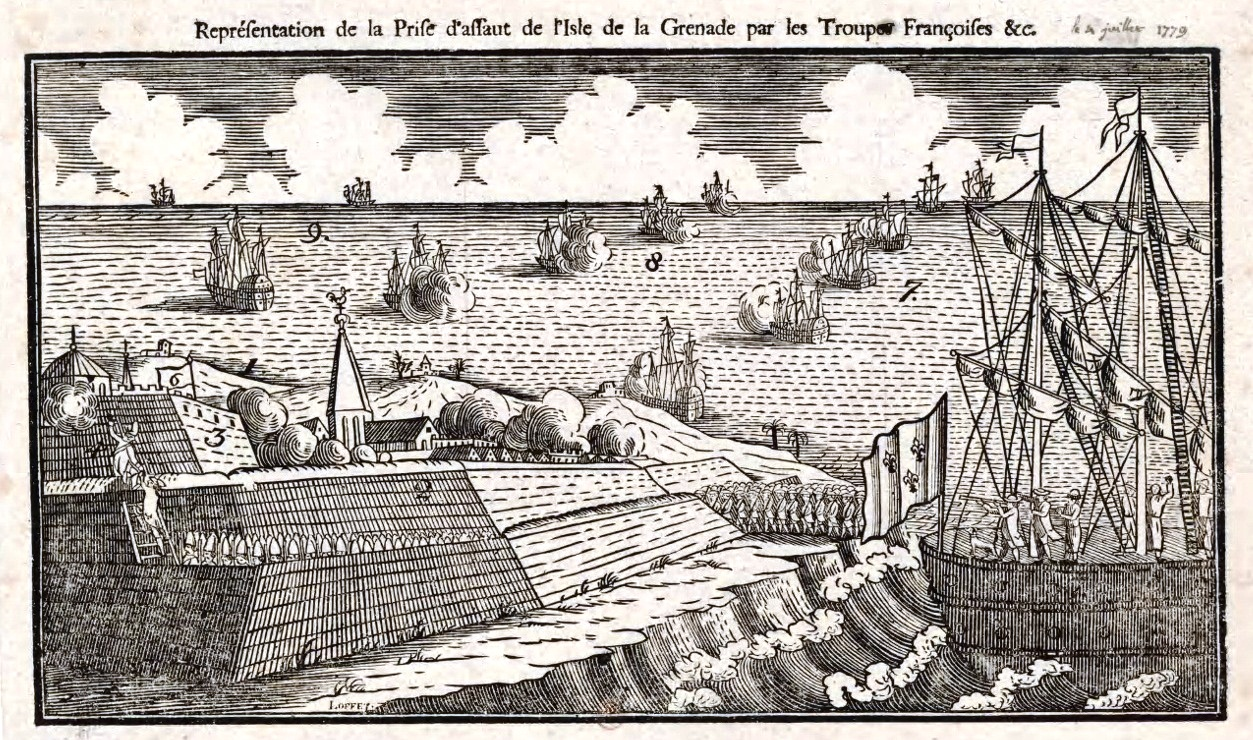
Захват Гренады;
французский лубок, 1779

Незадолго до этого Байрону пришлось отвлечься на охранение крупного конвоя торговых судов, уходящего в Англию. Конвой собрался на острове Сент-Китс. Учитывая его размеры, Байрон счёл необходимым сопровождать его всем флотом до точки, куда наверняка не достигали крейсирующие в Вест-Индии французы. Он вышел с Сент-Люсии в начале июня.
Как только путь был свободен, Д’Эстен, уже знавший о целях Байрона, послал небольшой отряд для захвата Сент-Винсента, который сдался 18 июня. 30-го французский адмирал покинул Форт-Ройял (современный Фор-де-Франс) со всем флотом — 25 линейных кораблей и несколько фрегатов, — направляясь к Гренаде, где и встал на якорь 2 июля. В тот же вечер он высадил войска, и 4 июля остров капитулировал. За исключением захваченного в порту шлюпа, Королевский флот в деле не участвовал. В плен попали тридцать богато гружёных «купцов».
На рассвете 6 июля у острова появился Байрон, с 21 линейным кораблём, одним шестого ранга, и конвоем из 28 транспортов с войсками и обозом. 1 июля он, вернувшись на Сент-Люсию, услышал о потере Сент-Винсента, а также слухи, что французы нацелились на Гренаду. 3 июля он вышел на перехват, но опоздал.

## Ход боя

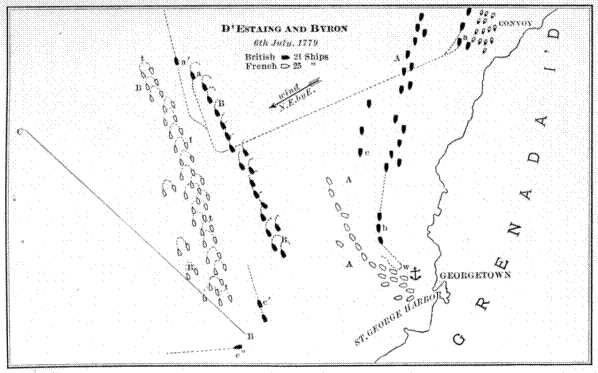
1. Бой у острова Гренада (по Мэхэну)

О появлении британцев д'Эстену доложили ночью 5 июля. Бо́льшая часть его флота была на якоре у Джорджтауна, а несколько дозорных кораблей свалились под ветер. В 4 утра, с ночным бризом, французы начали выбирать якоря, с приказом строить линию баталии на правом галсе по скорости, то есть как можно быстрее, невзирая на постоянные места.
Когда полностью рассвело, был обнаружен британский флот (план 1, поз. A) под берегом с наветра, спускавшийся к югу левым галсом в бакштаг, при ветре от NE'E. Британских флот не соблюдал строй; это явствует из факта, что трём первым кораблям полагалось быть на левом галсе концевыми. Неизвестно, почему Байрон допустил расстроенный порядок; в предвидении неприятеля это необъяснимо. Исход боя во многом определился именно этим упущением.
Не имея достаточно фрегатов, Байрон назначил три линейных корабля контр-адмирала Роули (поз. a) охранять конвой, рассчитывая при надобности отозвать их в линию. Конвой шёл ближе к берегу и несколько сзади.
Когда Байрон увидел французов (поз. A-A), они уже строили линию; из скопления кораблей на рейде постепенно вытягивалась колонна на норд-нордвест. Надеясь воспользоваться их беспорядком, он поднял сигнал «общая погоня в том направлении», и второй — Роули покинуть конвой. Видя перед собой всего 14 или 15 кораблей противника, он сделал сигнал вступать в бой и «вступать в линию по мере подхода». То есть, его корабли не только прибыли в беспорядке, но должны были строиться под огнём.
Три головных: HMS Sultan, HMS Prince of Whales (младший флагман, Баррингтон) и HMS Boyne несколько оторвались от флота (поз. b). Указанное направление атаки вело их в хвост французам, к якорной стоянке. В итоге британская и французская линии образовали угол, с вершиной на рейде Джорджтауна. При этом три корабля Баррингтона были вынуждены сближаться и выдерживать огонь противника, не имея возможности отвечать, разве что отклоняясь от заданного курса. Поэтому они, в отрыве от остальных, сильно пострадали. Достигнув конца французской колонны, они последовательно повернули фордевинд, на параллельный противнику курс. При этом Sultan свалился под корму концевому французу, пытаясь сделать продольный залп. Тот, чтобы уклониться, привелся. В результате Sultan потерял время и высоту по ветру, а Баррингтон на Prince of Whales стал головным, идя с наветра от противника.

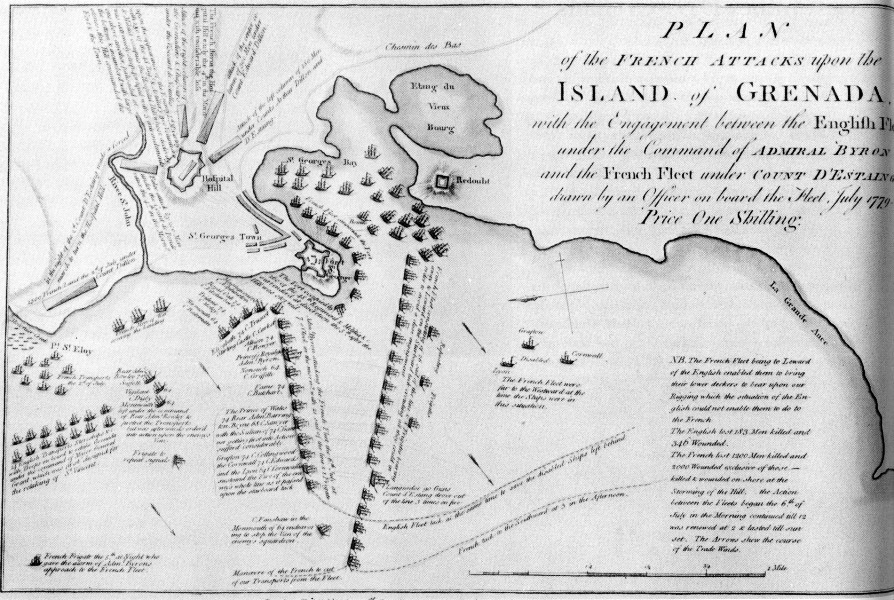
2. Бой у острова Гренада
(французская версия); в одной гравюре совмещены высадка 2 июля и бой 6 июля

Тем временем Байрон по вытянувшейся линии французов впервые понял, что их силы больше его собственных. Тем не менее, по его словам, «погоня продолжалась, и был сделан сигнал к ближнему бою». Оставшиеся корабли спустились на противника левым галсом, и повернули в кильватер трём ведущим. Но три корабля: HMS Grafton, HMS Cornwall и HMS Lion, ещё не дойдя до точки поворота, «оказались под ветром» и приняли на себя огонь всей французской линии. В результате они были настолько повреждены, не говоря уже о людских потерях, что после поворота свалились далеко под ветер за корму (поз. c'-c").
Когда британские корабли закончили поворот и более-менее составили линию на правом галсе, Байрон скомандовал восьми ведущим сомкнуться для взаимной поддержки и вступить в ближний бой. То что следовало сделать до начала перестрелки, оказалось куда труднее теперь, в неразберихе боя, с повреждёнными кораблями. Ошибку командующего несколько поправил быстро сориентировавшийся контр-адмирал Роули. Нагоняя остальных, он заметил что три корабля Баррингтона оторвались и явно повреждены. Вместо того, чтобы слепо следовать за лидером, он срезал угол (a-a) и пошёл на поддержку авангарду. За ним последовал и HMS Monmouth, блестящий поворот которого был настолько всеми отмечен, что после боя французские офицеры произносили тост за «чёрный кораблик». Он, как и флагман Роули HMS Suffolk, тоже пострадал от огня противника.
Теперь Байрону было абсолютно необходимо сохранять положение своего авангарда, чтобы не позволять французам напасть на конвой, находившийся вдали под берегом, несколько впереди траверза. Он позже докладывал: «Они были очень склонны отрезать конвой, и вполне могли это сделать большими фрегатами, не занятыми в линии». С другой стороны, Cornwall, Grafton, и Lion, хотя и сумели повернуть, не успевали за флотом, все дальше отставали и сваливались под ветер - в сторону противника. В полдень или сразу после д'Эстен с основными силами увалился, чтобы присоединиться к своим кораблям, оказавшимся под ветром. Байрон, помня о своём меньшинстве, разумно удержался с наветра. Увеличившиея таким образом дистанции привели к тому что в 1 час пополудни огонь прекратился.

## Маневрирование
Оба флота по-прежнему держались на правом галсе параллельными линиями, курсом на норд-норд-вест. Между линиями, далеко за кормой были сильно повреждённые Cornwall, Grafton, Lion и с ними HMS Fame (см. гл. иллюстрацию). В 3 часа пополудни французы, приведя в порядок линию, повернули оверштаг все вдруг (поз. t...t), направляясь таким образом к повреждённым британским кораблям. Байрон тут же повторил их манёвр. В этот момент Корнуоллис, капитан Lion, правильно оценив ситуацию, понял, что если будет держать курс, то окажется в гуще французов. У него уцелела только фок-мачта, повернуть оверштаг он не мог. Положив руль на увал, он пересёк французам курс (поз. c") и ушёл под ветер, к Ямайке. Его никто не преследовал.
Остальные три, не имея возможности повернуть оверштаг и боясь после фордевинда оказаться во власти противника, остались на прежнем курсе, прошли от него с наветра, получив по ходу несколько залпов, и ушли к северу. Monmouth, пострадавший не меньше, не мог повернуть на юг вместе с флотом; продолжая курс к северу, он оказался далеко от своих (поз. a'). Со временем д'Эстен восстановил порядок на левом галсе, выстроив колонну в кильватер самому подветренному кораблю (линия BC).

## Последствия
Если рассматривать бой у о. Гренада в отдельности, это была самая большая неудача британцев после Бичи-Хед. То, что Cornwall, Grafton, Lion не попали в руки противника, можно отнести только на неповоротливость и излишнюю осторожность французского адмирала. Байрон сам практически признал это:

К полной для меня неожиданности, ни один корабль противника не был отряжен вслед за Lion. Французы могли обойти Grafton и Cornwall, если бы держали выигранный ветер,... но они так упорно отклоняли всякий шанс к ближнему бою, что удовлетворились просто обстрелом, проходя едва на расстоянии выстрела, и смирились с тем, что те вернулись к эскадре, не сделав попытки их отрезать.
Оригинальный текст (англ.)To my great surprise no ship of the enemy was detached after the Lion. The Grafton and Cornwall might have been weathered by the French, if they had kept their wind,... but they persevered so strictly in declining every chance of close action that they contented themselves with firing upon these ships when passing barely within gunshot, and suffered them to rejoin the squadron, without one effort to cut them off.

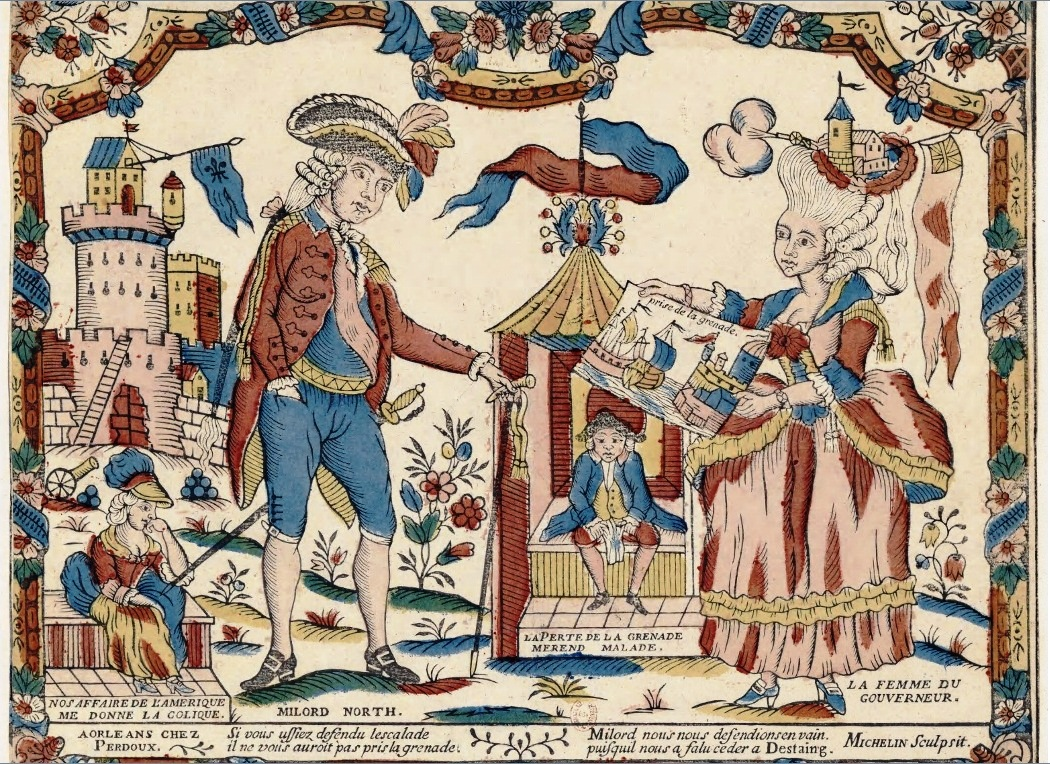
От потери Гренады я заболел. Пропагандистский эстамп, выпущенный во Франции

Решение Байрона атаковать с ходу, не приведя флот в боевой порядок для взаимной поддержки, было большой ошибкой. Оно могло удаться против французов на двадцать лет раньше, даже если они были в большинстве. Но заново отстроенный, отлично подготовленный, ещё не подорванный революцией  французский флот 1770-х показал, что старые мерки к нему неприменимы. Британцы не потеряли ни одного корабля, но это объясняется осторожностью д'Эстена, и стандартным приказом морского министерства не рисковать, если перевес не обеспечен наверняка. Его самый боевитый подчинённый, Сюффрен, высказался прямо:
Если бы умение нашего адмирала равнялось его храбрости, мы не упустили бы четыре корабля, лишившиеся мачт.
Британские корабли пострадали больше французских, но в основном по части рангоута и такелажа. Французы, наоборот, из-за британской привычки стрелять в корпус имели больше потерь в людях: 190 убитыми и 759 ранеными, против 183 и 239 у британцев (из них две трети на оторвавшихся кораблях Баррингтона и Роули, которые вступили в бой без поддержки).
Бой заметно прибавил популярности адмиралу д'Эстену. В общем контексте войны в Вест-Индии поражение при Гренаде, вкупе с перевесом противника, означало для британцев, что инициатива перешла к французам. Теперь д Эстен мог диктовать, где и когда произойдет следующий бой. Англичанам оставалось реагировать. Но д'Эстен не извлёк из этого всех выгод. После боя он вернулся на Сент-Люсию для ремонта. Байрон за тем же пошёл на Сент-Киттс. Он оставался в гавани довольно долго, так как на острове не хватало материалов и никакой навык моряков в ремонте не мог этого восполнить. Д'Эстен с эскадрой подходил к Сент-Киттсу, как бы вызывая англичан на бой. Но помимо очевидного унижения флоту, привыкшему владеть морем, ничего этим не достиг.
Байрон со своим флагманом ушёл в Англию в августе. Раненый, Баррингтон отбыл ещё раньше. Командование перешло к контр-адмиралу Хайд-Паркеру.

## Силы сторон
| Британская эскадра (Байрон) | Британская эскадра (Байрон) | Британская эскадра (Байрон)                              | Французская эскадра (д'Эстен) | Французская эскадра (д'Эстен)        | Французская эскадра (д'Эстен)  |
| Корабль (пушек)             | Командир                    | Примечание                                               | Корабль (пушек)               | Командир                             | Примечание                     |
| Авангард                    | Авангард                    | Авангард                                                 | Авангард                      | Авангард                             | Авангард                       |
| --------------------------- | --------------------------- | -------------------------------------------------------- | ----------------------------- | ------------------------------------ | ------------------------------ |
| Suffolk (74)                | Hugh Cloberry Christian     | контр-адмирал сэр Джошуа Роули (англ. Sir Joshua Rowley) | Zélé (74)                     | де Баррас                            |                                |
| Boyne (70)                  | Herbert Sawyer              |                                                          | Fantasque (64)                | Сюффрен                              |                                |
| Royal Oak (74)              | Thomas Fitzherbert          |                                                          | César (74)                    | Raymondis                            |                                |
| Prince of Wales (74)        | Benjamin Hill               | флагман авангарда, вице-адмирал Самуэль Баррингтон       | Tonnant (80)                  | Breugnon, chef; Bruyères, commandant |                                |
| Magnificent (74)            | Джон Эльфинстон             |                                                          | Protecteur (74)               | Apchon                               |                                |
| Trident (64)                | Anthony James Pye Molloy    |                                                          | Fier (50)                     |                                      |                                |
| Medway (60)                 | William Affleck             |                                                          | Dauphin Royal (70)            |                                      |                                |
|                             |                             |                                                          | Provence (64)                 | Champorcin                           |                                |
| Центр                       |                             |                                                          |                               |                                      |                                |
| Fame (74)                   | John Butchart               |                                                          | Fendant (74)                  |                                      |                                |
| Nonsuch (64)                | Walter Griffith             |                                                          | Artésien (64)                 |                                      |                                |
| Sultan (74)                 | Alan Gardner                |                                                          | Fier-Rodrigue, (50)           |                                      |                                |
| Princess Royal (90)         | William Blair               | флагман, вице-адмирал Джон Байрон                        | Hector (74)                   | Moriès                               |                                |
| Albion (74)                 | George Bowyer               |                                                          | Languedoc (80)                | Boulainvilliers                      | флагман, вице-адмирал д'Эстен; |
| Stirling Castle (64)        | Robert Carkett              |                                                          | Robuste (74)                  |                                      |                                |
| Elizabeth (74)              | William Truscott            |                                                          | Vaillant (64)                 | Шабер                                |                                |
|                             |                             |                                                          | Sagittaire (54)               | Rioms                                |                                |
|                             |                             |                                                          | Guerrier (74)                 | Бугенвиль                            |                                |
| Арьергард                   |                             |                                                          |                               |                                      |                                |
| Yarmouth (64)               | Nathaniel Bateman           |                                                          | Sphinx (64)                   |                                      |                                |
| Lion (64)                   | Уильям Корнуоллис           |                                                          | Diadème (74)                  |                                      |                                |
| Vigilant (64)               | Sir Digby Dent              |                                                          | Amphion (50)                  |                                      |                                |
| Conqueror (74),             | Harry Harmood               | контр-адмирал сэр Хайд Паркер                            | Marseillais (74)              | La Poype-Vertrieux                   |                                |
| Cornwall (74)               | Timothy Edwards             |                                                          | César (74)                    |                                      |                                |
| Monmouth (64)               | Robert Fanshaw              |                                                          | Vengeur (64)                  |                                      |                                |
| Grafton (74)                | Thomas Collingwood          |                                                          | Réfléchi (64)                 |                                      |                                |
|                             |                             |                                                          | Annibal (74)                  |                                      | La Motte-Picquet               |
| Вне линии                   |                             |                                                          |                               |                                      |                                |
| Ariadne (20)                | Thomas Pringle              | post-ship, (репетовал сигналы)                           | Fortunée (32)                 |                                      | фрегат                         |
|                             |                             |                                                          | Chimère (32)                  | Saint-Cézaire                        | фрегат                         |
|                             |                             |                                                          | Iphigénie (32)                |                                      | фрегат                         |
|                             |                             |                                                          | Amazone (32)                  |                                      | фрегат                         |
|                             |                             |                                                          | Boudeuse (32)                 |                                      | фрегат                         |
|                             |                             |                                                          | Alcmène (28)                  | Bonneval                             | фрегат                         |
|                             |                             |                                                          | Lively (24)                   |                                      | фрегат                         |
|                             |                             |                                                          | Cérès (18)                    |                                      | корвет (?)                     |
|                             |                             |                                                          | Diligente (28)                |                                      | фрегат                         |
|                             |                             |                                                          | Ellis (20)                    |                                      | фрегат                         |
|                             |                             |                                                          | Concorde                      |                                      | фрегат                         |
|                             |                             |                                                          | Étourdie                      |                                      | фрегат                         |
|                             |                             |                                                          | Blanche                       |                                      | фрегат                         |
|                             |                             |                                                          | Alerte (14)                   |                                      | куттер                         |
|                             |                             |                                                          | Ménagère (30)                 |                                      | флейт                          |
|                             |                             |                                                          | Barington                     |                                      | шхуна                          |